# Zdołbunów Południowy
Zdołbunów Południowy (ukr. Здолбунів-Південний, ros. Здолбунов-Южный) – przystanek kolejowy w miejscowości Zdołbunów, w rejonie rówieńskim, w obwodzie rówieńskim, na Ukrainie.
Pomiędzy przystankami Zdołbunów Południowy a Semylitka znajduje się granica między Koleją Lwowską a Koleją Południowo-Zachodnią. Tym samym Zdołbunów Południowy jest ostatnim od strony Równego przystankiem na linii zarządzanym przez Kolej Lwowską.